# 布鲁塞尔南站
布魯塞爾南站（法語：Gare de Bruxelles-Midi）是比利時布鲁塞尔首都大区圣希利斯的鐵路車站，是布鲁塞尔最大的火车站，也是布鲁塞尔三大火车站之一（另外两个为布鲁塞尔中央站与布魯塞爾北站）。该站附設地鐵站。每天都有1000班列車通過布魯塞爾南北兩站。
该站設有22個月台，列車包括歐洲之星、大力士高速列車、TGV、ICE等。此站是比利時1號高速鐵路的終點站。
该站下方为地铁与准地铁车站南站站，其与本站组成了一个综合交通枢纽，将火车、地铁、有轨电车和公共汽车四者结合。

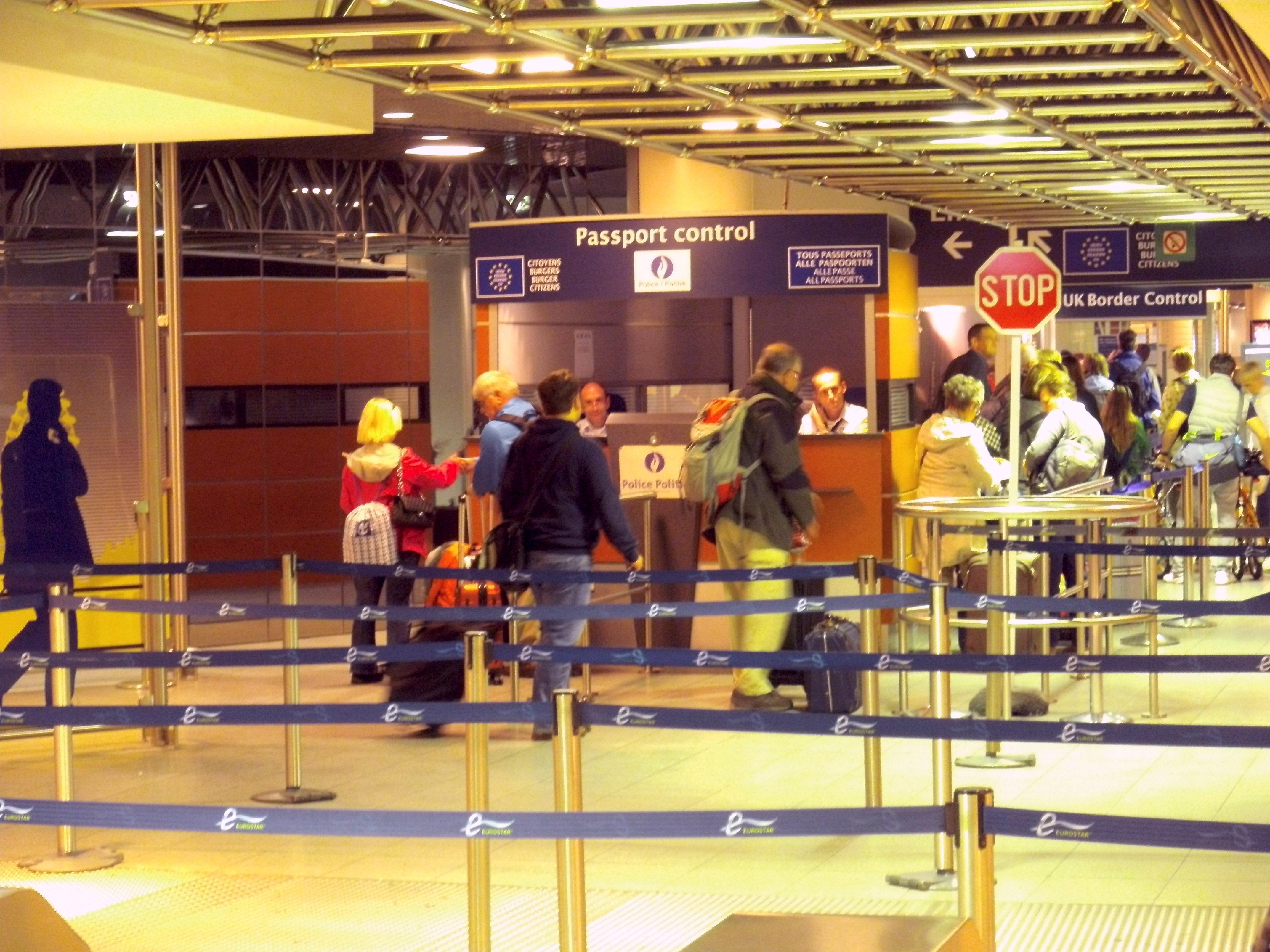
布魯塞爾南站內的英國邊境檢查設施，服務乘坐歐洲之星列車前往英國的人士

## 列车服务
该站目前提供以下列车服务：
- 高速列车 (Eurostar) 伦敦 - 里尔 - 布鲁塞尔
- 高速列车 (Eurostar) 伦敦 - 布鲁塞尔 - 鹿特丹 - 阿姆斯特丹
- 高速列车 (ICE) 布鲁塞尔 - 列日 - 科隆 - 法兰克福
- 高速列车 (Thalys) 阿姆斯特丹 - 鹿特丹 - 安特卫普 - 布鲁塞尔 - 巴黎
- 高速列车 (Thalys) 多特蒙德 - 埃森 - 杜塞尔多夫 - 科隆 - 列日 - 布鲁塞尔 - 巴黎
- 高速列车 (Thalys) 阿姆斯特丹 - 鹿特丹 - 安特卫普 - 布鲁塞尔 - 里尔
- 高速列车 (Thalys) 阿姆斯特丹 - 鹿特丹 - 安特卫普 - 布鲁塞尔 - 尚贝里 - 圣莫里斯堡（冬季）
- 高速列车 (Thalys) 阿姆斯特丹 - 鹿特丹 - 安特卫普 - 布鲁塞尔 - 阿维尼翁 - 马赛（夏季）
- 高速列车 (TGV) 布鲁塞尔 - 里尔 - 戴高乐机场2号航站楼TGV - 里昂 - 阿维尼翁 - 马赛
- 高速列车 (TGV) 布鲁塞尔 - 里尔 - 戴高乐机场2号航站楼 - 里昂 - 尼姆 - 蒙彼利埃 - 佩皮尼昂
- 高速列车 (TGV) 布鲁塞尔 - 里尔 - 戴高乐机场2号航站楼 - 斯特拉斯堡
- 高速列车 (ICD-35) 阿姆斯特丹 - 鹿特丹 - 布雷达 - 安特卫普 - 布鲁塞尔机场 - 布鲁塞尔
- 城际列车 (IC-01) 奥斯坦德 - 布魯日 - 根特 - 布鲁塞尔 - 鲁汶 - 列日 - 韦尔肯拉特 - 奥伊彭
- 城际列车 (IC-03) 布兰肯贝赫 - 布鲁日 - 根特 - 布鲁塞尔 - 鲁汶 - 哈瑟尔特 - 亨克
- 城际列车 (IC-16) 布鲁塞尔 - 那慕爾 - 阿爾隆 - 盧森堡
- 城际列车 (IC-05) 埃森 - 安特卫普 - 梅赫伦 - 布鲁塞尔 - 尼韦勒 - 沙勒罗瓦（周一至周五）
- 城际列车 (IC-06) 图尔奈 - 阿特 - 哈勒 - 布鲁塞尔 - 布鲁塞尔机场
- 城际列车 (IC-06A) 蒙斯 - 布赖讷勒孔特 - 布鲁塞尔 - 布鲁塞尔机场
- 城际列车 (IC-07) 沙勒罗瓦 - 尼韦勒 - 布鲁塞尔 - 安特卫普（周一至周五）
- 城际列车 (IC-11) 班什 - 布赖讷勒孔特 - 哈勒 - 布鲁塞尔 - 梅赫伦 - 蒂伦豪特（周一至周五）
- 城际列车 (IC-11) 班什 - 布赖讷勒孔特 - 哈勒 - 布鲁塞尔 - 斯哈尔贝克（周末）
- 城际列车 (IC-12) 科特赖克 - 根特 - 布鲁塞尔 - 鲁汶 - 列日 - 韦尔肯拉特（周一至周五）
- 城际列车 (IC-13) 科特赖克 - 登德尔莱乌 - 布鲁塞尔 - 斯哈尔贝克（周一至周五）
- 城际列车 (IC-14) 基耶夫兰 - 蒙斯 - 布赖讷勒孔特 - 布鲁塞尔 - 鲁汶 - 列日（周一至周五）
- 城际列车 (IC-16/34) 布鲁塞尔 - 那慕尔 - 阿尔隆 - 卢森堡
- 城际列车 (IC-17) 布鲁塞尔 - 那慕尔 - 迪南（周末）
- 城际列车 (IC-18) 布鲁塞尔 - 那慕尔 - 列日（周一至周五）
- 城际列车 (IC-20) 根特 - 阿尔斯特 - 布鲁塞尔 - 哈瑟尔特 - 通厄伦（周一至周五）
- 城际列车 (IC-20) 根特 - 阿尔斯特 - 布鲁塞尔 - 登德尔蒙德 - 洛克伦（周末）
- 城际列车 (IC-22) 安特卫普 - 梅赫伦 - 布鲁塞尔
- 城际列车 (IC-23) 奥斯坦德 - 布鲁日 - 科特赖克 - 佐特海姆 - 布鲁塞尔 - 布鲁塞尔机场
- 城际列车 (IC-23A) 克诺克 - 布鲁日 - 根特 - 布鲁塞尔 - 布鲁塞尔机场
- 城际列车 (IC-26) 科特赖克 - 图尔奈 - 哈勒 - 布鲁塞尔 - 登德尔蒙德 - 洛克伦 - 圣尼克拉斯（周一至周五）
- 城际列车 (IC-29) 根特 - 阿尔斯特 - 布鲁塞尔 - 布鲁塞尔机场 - 鲁汶 - 兰登（周一至周五）
- 城际列车 (IC-29) 德潘讷 - 根特 - 阿尔斯特 - 布鲁塞尔 - 布鲁塞尔机场 - 鲁汶 - 兰登（周末）
- 城际列车 (IC-31) 安特卫普 - 梅赫伦 - 布鲁塞尔（周一至周五）
- 城际列车 (IC-31) 安特卫普 - 梅赫伦 - 布鲁塞尔 - 尼韦勒 - 沙勒罗瓦（周末）
- 布鲁塞尔城市快铁（法语：Réseau express régional bruxellois） (S1) 安特卫普 - 梅赫伦 - 布鲁塞尔 - 滑铁卢 - 尼韦勒（周一至周五）
- 布鲁塞尔城市快铁 (S1) 安特卫普 - 梅赫伦 - 布鲁塞尔（周末）
- 布鲁塞尔城市快铁 (S1) 布鲁塞尔 - 滑铁卢 - 尼韦勒（周末）
- 布鲁塞尔城市快铁 (S2) 鲁汶 - 布鲁塞尔 - 哈勒 - 布赖讷勒孔特
- 布鲁塞尔城市快铁 (S3) 登德尔蒙德 - 布鲁塞尔 - 登德尔莱乌 - 佐特海姆（周一至周五）
- 布鲁塞尔城市快铁 (S3) 斯哈尔贝克 - 布鲁塞尔 - 登德尔莱乌 - 佐特海姆（周末）
- 布鲁塞尔城市快铁 (S6) 阿尔斯特 - 登德尔莱乌 - 赫拉尔兹贝亨 - 哈勒 - 布鲁塞尔 - 斯哈尔贝克（周一至周五）
- 布鲁塞尔城市快铁 (S6) 登德尔莱乌 - 赫拉尔兹贝亨 - 哈勒 - 布鲁塞尔 - 斯哈尔贝克（周末）
- 布鲁塞尔城市快铁 (S8) 布鲁塞尔 - 埃特贝克 - 奥蒂尼 - 新鲁汶
- 布鲁塞尔城市快铁 (S10) 登德尔蒙德 - 布鲁塞尔 - 登德尔莱乌 - 阿尔斯特